# Baskaniiceras
Baskaniiceras – rodzaj głowonogów z podgromady amonitów.
Żył w okresie kredy (cenoman).